# Mustafa Dağıstanlı
Mustafa Dağıstanlı (né le 11 avril 1931 à Samsun et mort le 18 septembre 2022 à Ankara) est un lutteur turc spécialiste de la lutte libre. 
Il participe aux Jeux olympiques d'été de 1960 et aux Jeux olympiques d'été de 1956 en combattant dans la catégorie des poids plumes (57-62 kg) en 1960 et dans la catégorie des poids coqs en 1956. En 1956 et en 1960, il remporte la médaille d'or.

## Palmarès

### Jeux olympiques
- Jeux olympiques de 1960 à Rome,  Italie
  -  Médaille d'or.
- Jeux olympiques de 1956 à Melbourne,  Australie
  -  Médaille d'or.